# Сейни (гміна)
Гміна Сейни (пол. Gmina Sejny) — сільська гміна у східній Польщі. Належить до Сейненського повіту Підляського воєводства.
Станом на 31 грудня 2011 у гміні проживало 4139 осіб.

## Територія
Згідно з даними за 2007 рік площа гміни становила 218.01 км², у тому числі:
- орні землі: 67.00%
- ліси: 27.00%

Таким чином, площа гміни становить 25.47% площі повіту.

## Населення
Станом на 31 грудня 2011:
| Опис     | Загалом | Загалом | Чоловіки | Чоловіки | Жінки | Жінки |
| -------- | ------- | ------- | -------- | -------- | ----- | ----- |
| одиниця  | осіб    | %       | осіб     | %        | осіб  | %     |
| все      | 4139    | 100     | 2143     | 51.78    | 1996  | 48.22 |
| міське   | 0       | 100     | 0        |          | 0     |       |
| сільське | 4139    | 100     | 2143     | 51.78    | 1996  | 48.22 |

## Сусідні гміни
Гміна Сейни межує з такими гмінами: Ґіби, Краснополь, Пунськ, Сейни.